# Bertel Thorvaldsen
Bertel Thorvaldsen, noto in Italia come Alberto Thorvaldsen o anche Thorwaldsen (Copenaghen, 17 novembre 1770 – Copenaghen, 24 marzo 1844), è stato uno scultore danese, esponente del Neoclassicismo e maggior rivale di Canova. Si formò e divenne celebre a Roma, sua patria artistica adottiva, per poi tornare in età matura a Copenaghen. La sua fama fu grandissima fra i contemporanei e pari a quella di Canova; ancora oggi è riconosciuto come uno dei più influenti scultori di quel periodo, nonché tra i maggiori artisti danesi di tutti i tempi.

## Biografia

### Giovinezza

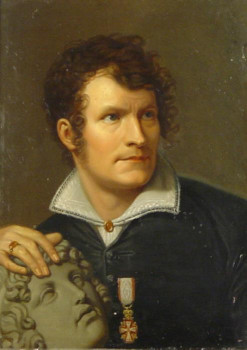
Thorvaldsen a trent'anni, in un ritratto di Rudolph Suhrlandt.

Thorvaldsen poco più che quarantenne in un dipinto di Christoffer Wilhelm Eckersberg.

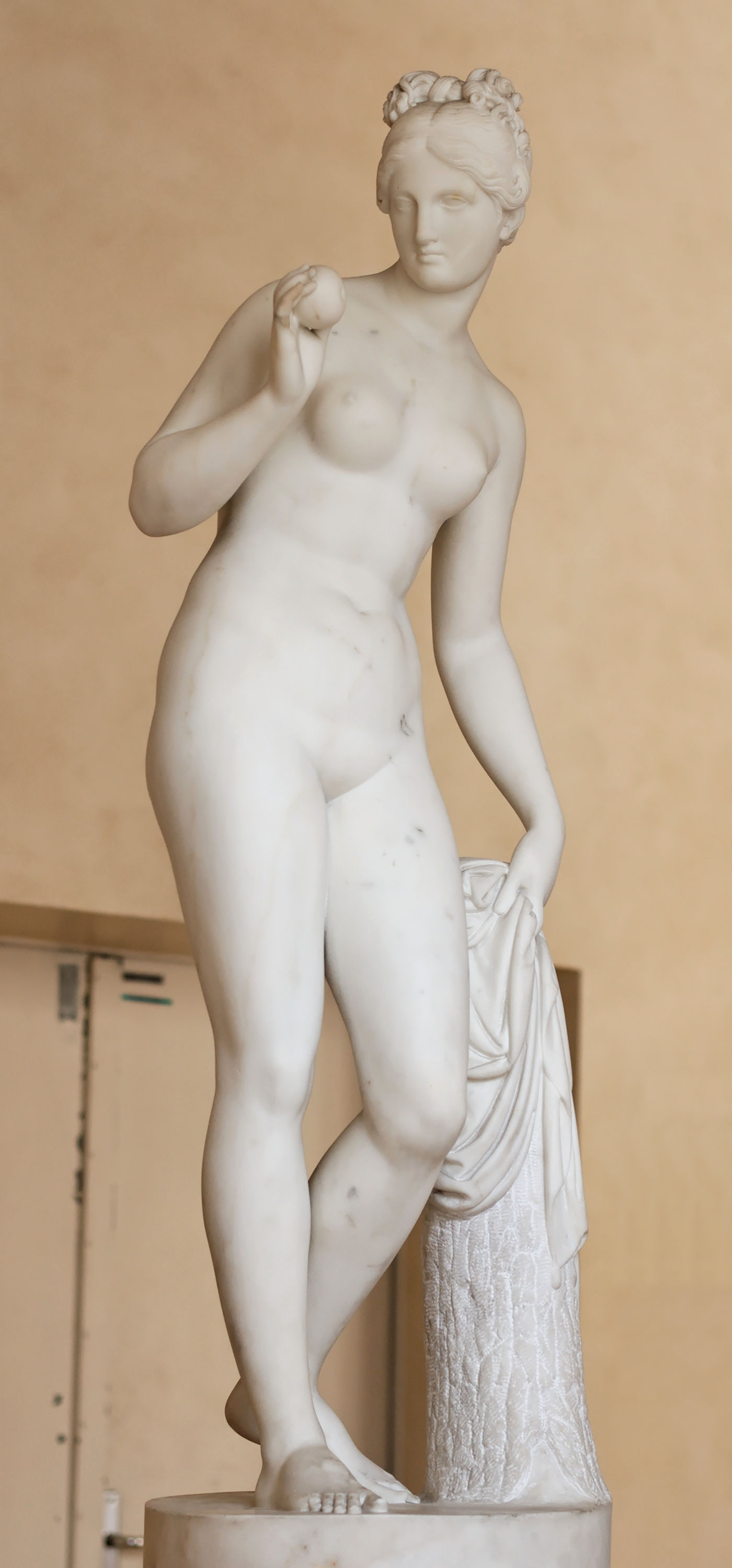
Thorvaldsen: Venere con mela, 1813-1816, al Museo di Copenaghen.

Thorvaldsen nacque a Copenaghen il 17 novembre 1770 da Gotskalk, modesto legnaiolo intagliatore di polene di navi mercantili, e da Karen Grönlund, figlia di un contadino jutlandese; Il giovane Thorvaldsen cominciò la sua attività di intagliatore aiutando il padre che, intravedendo nel figlio doti artistiche, lo inviò all'età di undici anni alla scuola gratuita della Accademia delle belle arti di Copenaghen, dove fu seguito particolarmente da Nicolai Abraham Abildgaard.
Nel 1787 Thorvaldsen ottenne in premio la piccola medaglia d'argento quale riconoscimento per le sue qualità nel modellare i materiali; due anni dopo fu premiato con la medaglia d'argento per il suo bassorilievo L’Amore al riposo (1789). Nel 1791, in seguito alla premiazione del bassorilievo La cacciata di Eliodoro dal Tempio il ministro conte Christian Frederik Reventlow prese Thorvaldsen sotto la sua ala protettrice e gli procurò i mezzi finanziari necessari per la prosecuzione dei suoi studi.
Nel 1793 il bassorilievo Gli apostoli Pietro e Giovanni guariscono uno storpio venne premiato con la medaglia d'oro e con una regia borsa di studio per un viaggio di studio a Roma, che Thorvaldsen non poté dapprima intraprendere a causa dei molteplici lavori che gli erano stati commissionati. Per altri tre anni lo scultore impartì lezioni private di disegno e soprattutto creò numerose statue per il palazzo del principe ereditario Federico nel palazzo di Amalienborg. Dello stesso periodo sono anche i busti dei politici quali il conte Andreas Peter Bernstorff e Tyge Rothe.

### Il soggiorno romano

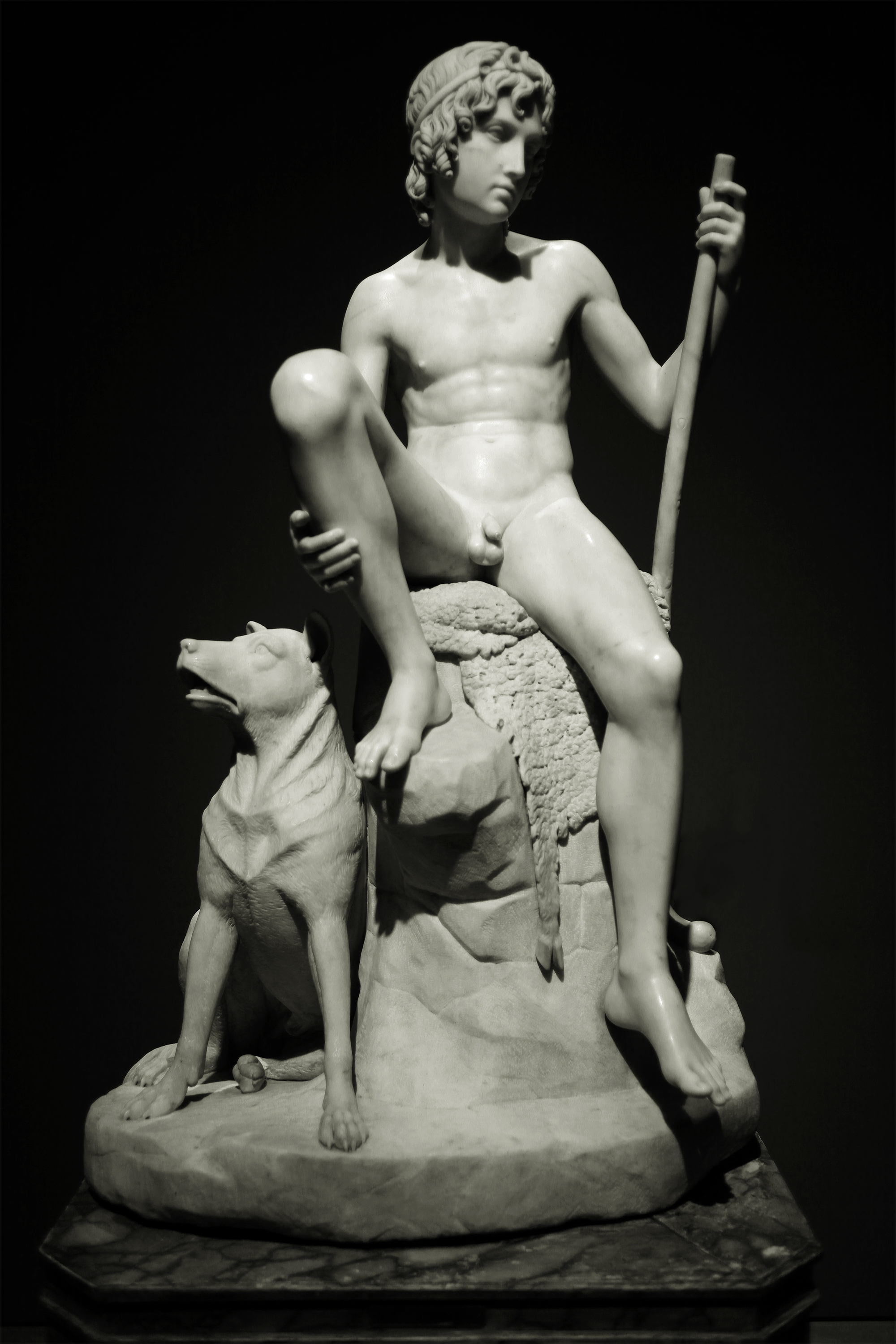
Pastorello col cane (1823-1826), marmo, Manchester Art Gallery.

Fu soltanto il 29 agosto 1796 che Thorvaldsen poté finalmente iniziare il suo viaggio per Roma, dove giunse l'8 marzo dell'anno successivo a causa di soste a Malta e Napoli. Tale data venne in seguito festeggiata dall'artista come il suo "compleanno romano"; nell'Urbe Thorvaldsen decise di farsi chiamare Alberto, nome con cui fu popolare in Italia. Poco tempo dopo il suo arrivo a Roma Thorvaldsen conobbe l'archeologo Georg Zoëga, che lo aiutò nello studio dell'antichità classica e che col tempo divenne anche il suo mentore, nonché il pittore Asmus Jacob Carstens, che parimenti si prese cura di lui. Nel 1797 Thorvaldsen inaugurò il suo primo studio in via del Babuino 119, nell'atelier previamente utilizzato dallo scultore inglese John Flaxman.
Quando poco prima della scadenza della borsa di studio Thorvaldsen inviò il suo Bacco e Arianna all'Accademia delle belle arti di Copenaghen, quest'ultima gli estese il finanziamento del suo soggiorno romano per un altro biennio e nel 1802 per un ulteriore anno. In questo periodo l'artista danese patì tuttavia notevoli ristrettezze economiche e visse in una situazione di incertezza politica. Quando nel 1803 Thorvaldsen era in procinto di ritornare a Copenaghen assieme allo scultore berlinese Hagemann la partenza venne differita per alcuni giorni; fu proprio in questo frangente che egli conobbe il banchiere e collezionista inglese Thomas Hope (già mecenate di Flaxman), che gli commissionò la traduzione in marmo del Giasone. Un primo modello del 1801 del soggetto era già stato distrutto da Thorvaldsen, mentre un secondo - pur altamente lodato da Georg Zoëga e Antonio Canova, non piacque all'artista. Varie vicissitudini rallentarono però il lavoro, cosicché solamente nel 1828 Thorvaldsen poté terminare la scultura e inviarla a Hope in Inghilterra. Sta di fatto che lo scultore danese ottenne un enorme successo, che fino al 1818 lo trattenne in Italia. A dimostrazione di ciò fu membro della prestigiosa Accademia di San Luca di Roma, di cui fu anche Presidente negli anni 1827-1828.

### Il successo varca le Alpi
Nel maggio 1805 l'Accademia delle belle arti di Copenaghen nominò Thorvaldsen membro ordinario e nello stesso anno egli fu nominato membro onorario dell'Accademia delle belle arti di Bologna. In quel periodo Thorvaldsen ottenne alcuni incarichi di stato da parte di Napoleone, parte dei quali vennero accollati dal mecenate e collezionista conte Giovanni Battista Sommariva per la sua villa al lago di Como in seguito alla caduta dell'imperatore dei francesi. Il fregio L'entrata trionfale di Alessandro Magno a Babilonia venne poi replicato nel 1829 per il castello di Christiansborg a Copenaghen e fu inciso in rame da Samuel Amsler.
Lo scultore danese cadde in una crisi creativa, da cui poté risollevarsi nel 1815 grazie a un soggiorno a Montenero, presso Livorno, che gli diede un rinnovato impulso creativo da cui scaturirono negli anni seguenti alcune delle sue più belle opere.

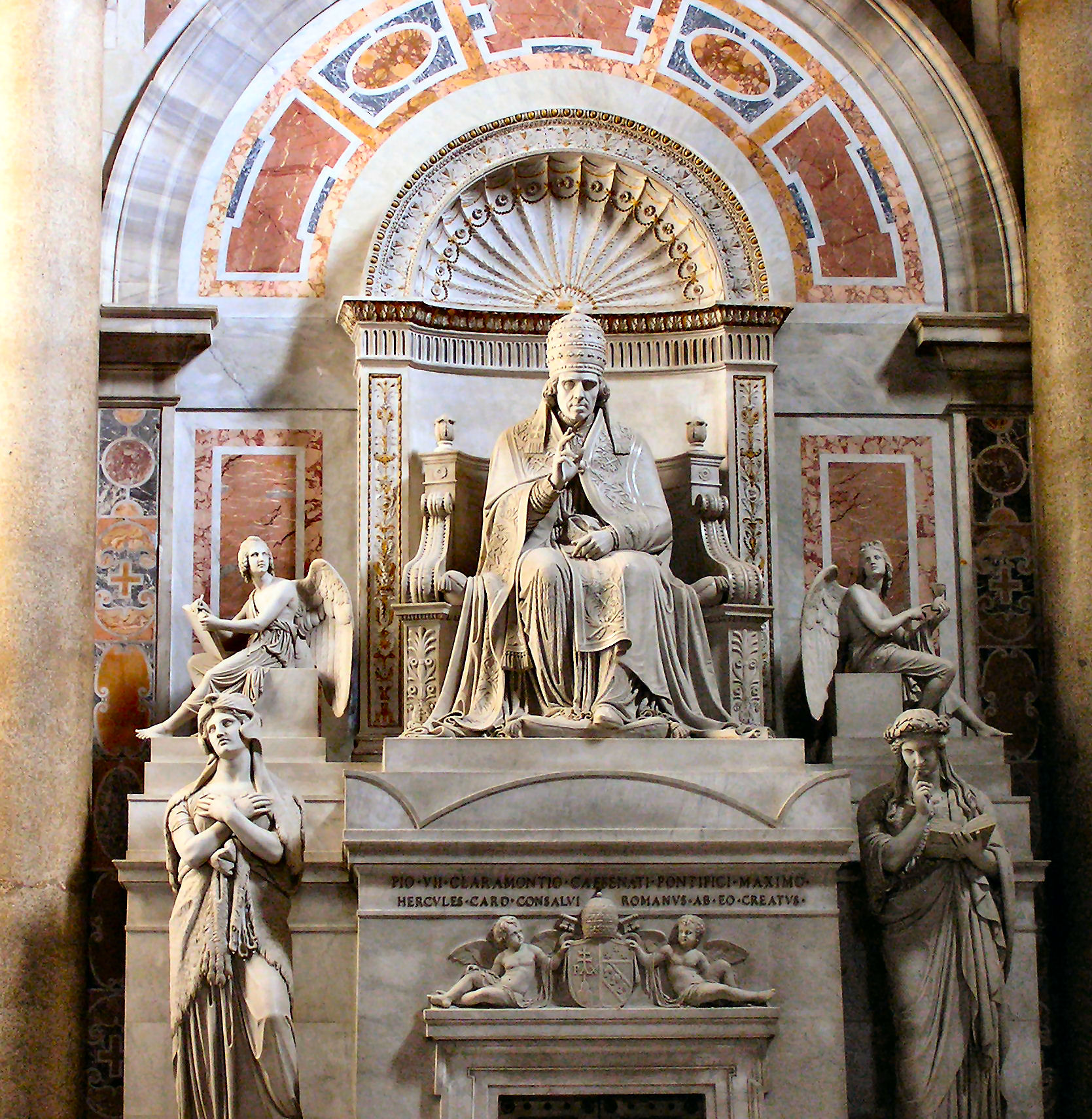
La tomba di Pio VII Chiaramonti nella basilica di San Pietro.

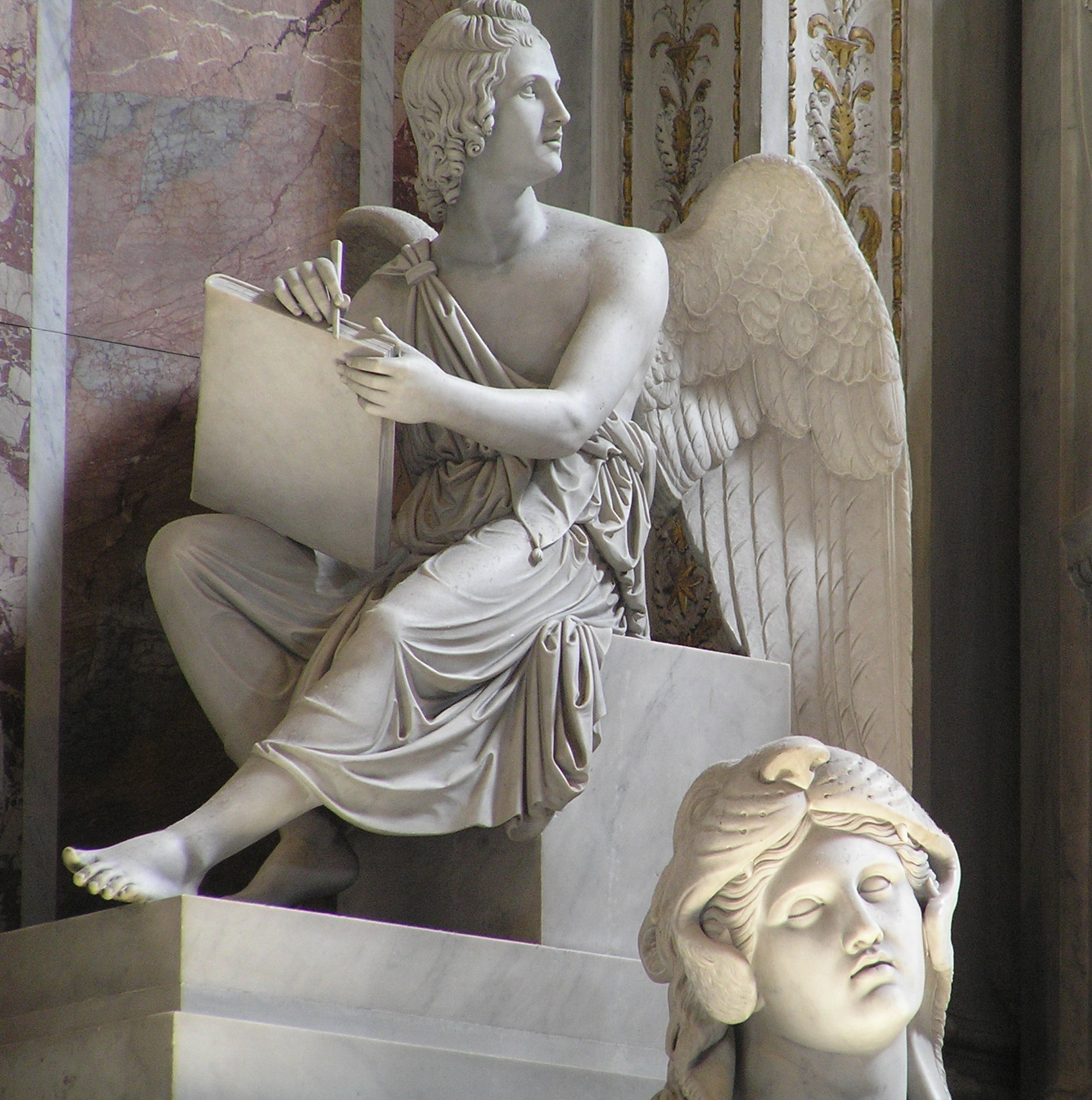
Particolare della tomba di Pio VII.

### Copenaghen, Roma e ritorno
Il 3 ottobre 1818 Thorvaldsen fece ritorno a Copenaghen, dove divenne professore all'Accademia di belle arti, ottenendo l'anno successivo anche la nomina a consigliere di stato danese (un titolo più onorifico che politico). Nella capitale danese Thorvaldsen venne incaricato di eseguire la colossale serie di statue di Cristo e dei dodici apostoli per la ricostruzione della Vor Frue Kirke (l'attuale cattedrale di Copenaghen), che era stata distrutta dai bombardamenti inglesi del 1807. La serie fu eseguita in seguito al suo ritorno a Roma e non fu completata fino al 1838, quando Thorvaldsen tornò in Danimarca.
Tuttavia, nell'agosto 1820 Thorvaldsen lasciò nuovamente la sua città natale e, viaggiando attraverso la Germania, la Polonia e l'Austria, fece ritorno in Italia, dove tornò a creare i suoi capolavori, quale la statua bronzea di Niccolò Copernico che venne eretta nel 1830 di fronte all'Università di Varsavia; dal 1823 al 1829 ebbe come allievo lo scultore russo Boris Ivanovič Orlovskij, studente dell'Accademia russa di belle arti di San Pietroburgo, inviato a Roma per perfezionarsi. Quando il cardinale Ercole Consalvi commissionò a Thorvaldsen l'abbellimento della sua tomba, il Vaticano iniziò a mostrare interesse per lui; nonostante l'artista fosse un fervido protestante, il papa Pio VII giunse ad affidargli l'incarico di eseguirgli un monumento, che dal 1830 si trova nella Cappella Clementina della basilica di San Pietro.
Nel 1838 Thorvaldsen tornò per la seconda volta in Danimarca, dove venne accolto con grandi onori. Nel suo paese natale Thorvaldsen si dedicò a nuove opere: i busti di Ludvig Holberg, Adam Oehlenschläger e Henrik Steffens, nonché - su esplicito desiderio della Casa Reale - anche uno di sé stesso. Tre anni dopo, nel 1841, Thorvaldsen tornò nuovamente a Roma per svolgere alcuni incarichi già da tempo accettati, per poi fare definitivamente ritorno a Copenaghen nell'ottobre 1842.

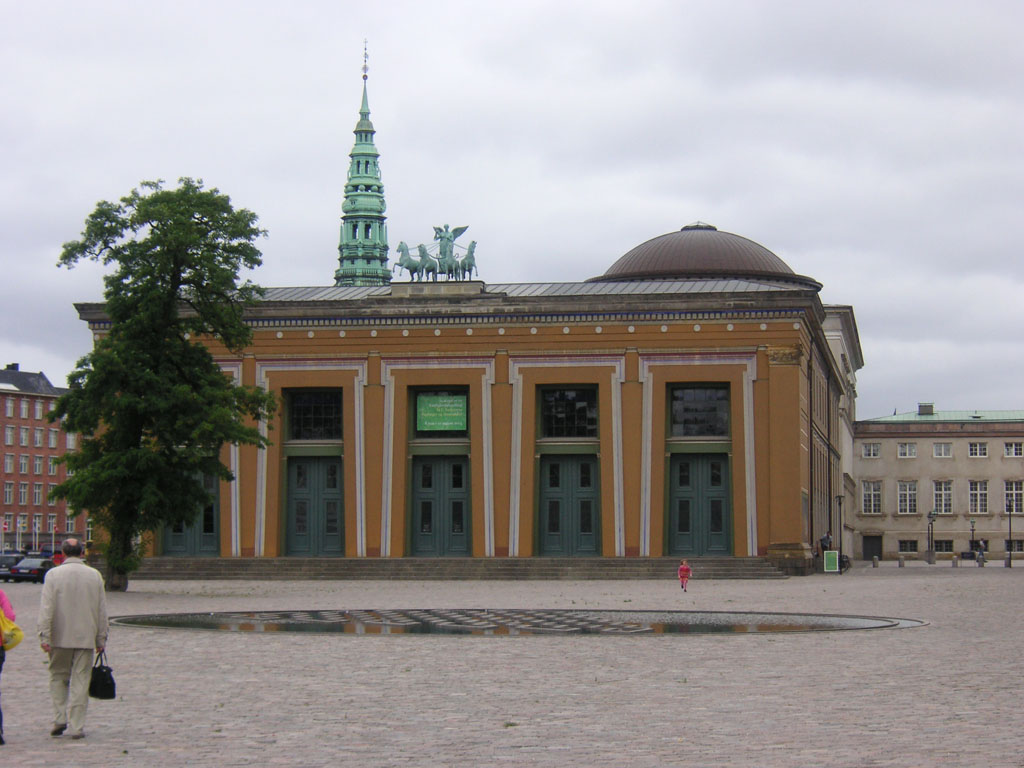
Il Museo Thorvaldsen a Copenaghen.

### Il lascito e il Museo Thorvaldsen
Il 24 marzo 1844, durante uno spettacolo teatrale nel Teatro Reale della capitale danese, Thorvaldsen ebbe un collasso e morì il giorno stesso all'età di 73 anni, destinando gran parte della sua fortuna alla costruzione di un museo a Copenaghen, per il quale riservò la sua collezione di opere d'arte e anche tutti i modelli e i calchi delle sue sculture. La città di Copenaghen funse da esecutore testamentario e incaricò quindi il rinomato architetto danese Gottlieb Bindesbøll della progettazione e costruzione di quello che oggi è il Museo Thorvaldsen.
L'edificio fu inaugurato nel 1846 su di un'isola nel centro di Copenaghen e custodisce una vasta collezione di opere di Thorvaldsen, nonché la tomba dello scultore, che per suo espresso desiderio si trova nel cortile centrale sotto un letto di rose.
Thorvaldsen non contrasse mai matrimonio ma, dalla sua compagna Anna Maria von Uhden (nata Magnani), ebbe una figlia, Elisa Sophia Carlotta von Uhden Thorvaldsen (Roma, 1813 - Albano Laziale, 1870), riconosciuta e legittimata dal padre, che attraverso i suoi figli ha dato origine a diverse famiglie che risiedono oggi negli Stati Uniti d'America e in Sicilia. Uno dei discendenti è il giornalista e conduttore televisivo italiano Pierfrancesco Diliberto, noto come Pif.

## Opere

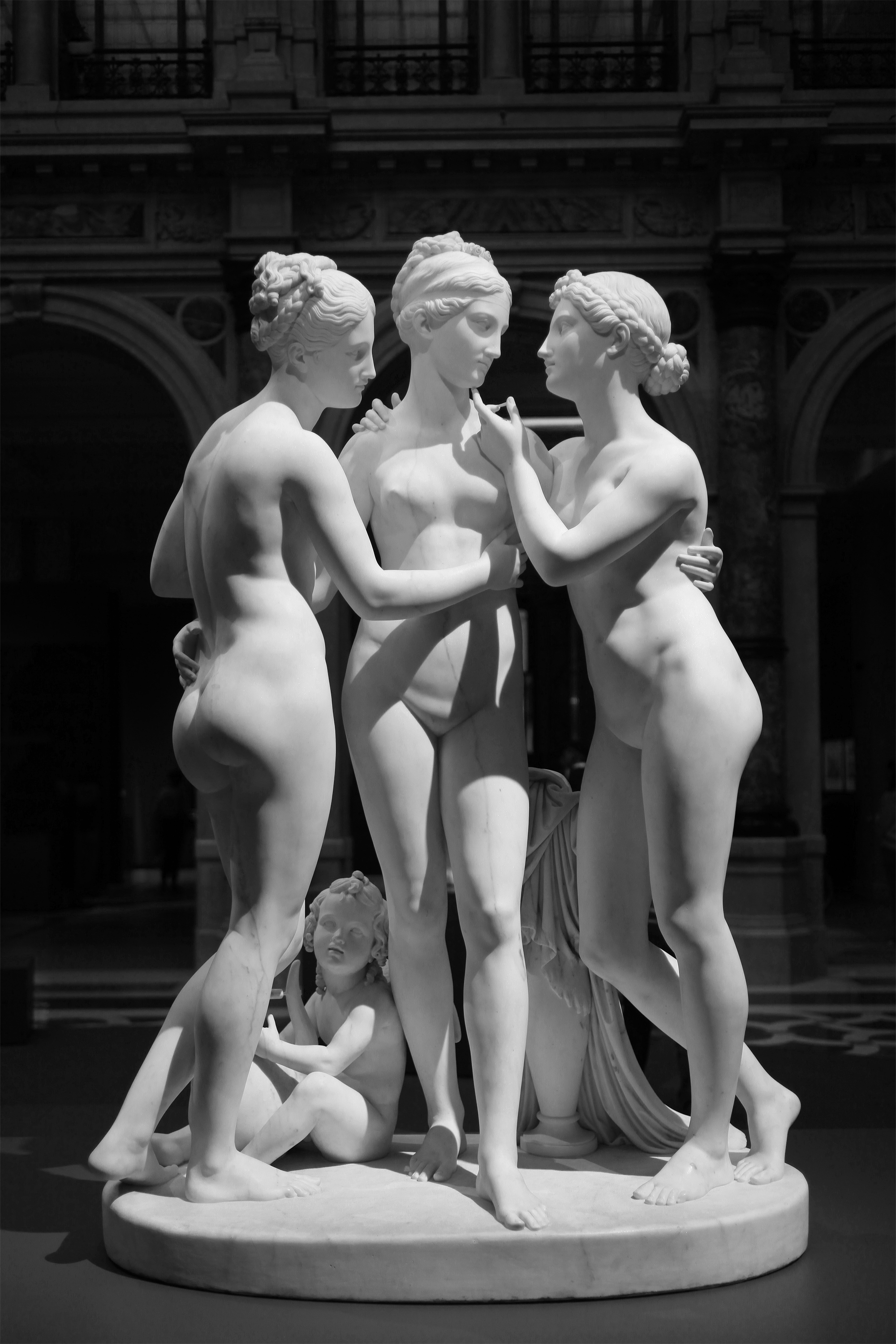
Le Grazie con Cupido (1820-1823). Gruppo scultoreo esposto al Museo Thorvaldsen di Copenaghen.

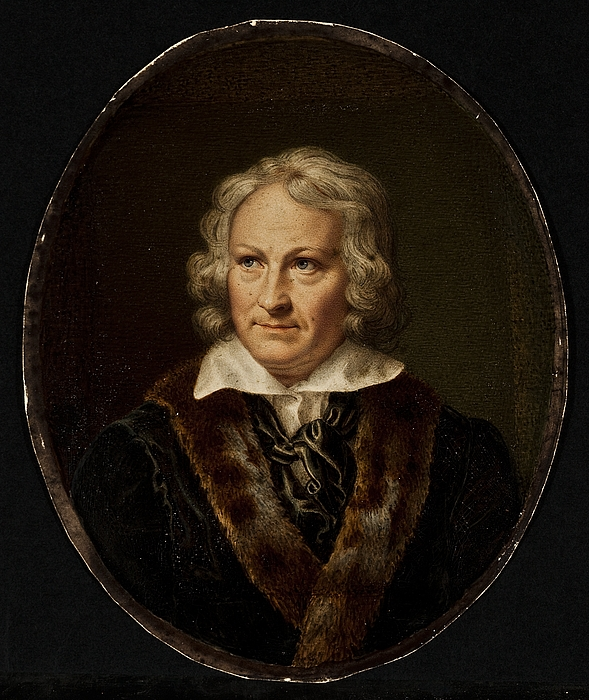
Ritratto di Thorvaldsen di Floriano Pietrocola (Museo Thorvaldsen).

Thorvaldsen fu uno dei massimi rappresentanti del neoclassicismo nella scultura, che interpretò rigorosamente aderendone ai canoni estetici con grande purezza formale. Pur essendo spesso paragonato a Canova, rispetto a quest'ultimo Thorvaldsen incarnò in misura maggiore lo stile dell'arte classica greca. Le pose ed espressioni delle sue figure sono molto più rigide e formali di quelle di Canova.
Per la quasi totalità delle sue opere (bassorilievi, statue e busti) Thorvaldsen scelse figure e motivi tratti dalla mitologia greca, che raffigurò con tratti semplici ed idealizzati. Si dedicò anche a ritratti di personalità di spicco, come la statua di Pio VII. Le sue opere possono essere ammirate in molti paesi europei, ma soprattutto in Italia e nel Museo Thorvaldsen di Copenaghen.
Parte delle sue opere sono caratterizzate da una sensibilità pederastica, tradizionalmente rappresentata nell'arte europea col mito di Zeus e Ganimede. Tra le sue creazioni che attingono a questa tematica spiccano il suo Eros, numerosi Ganimede, il Pastorello col cane e il bassorilievo di Ila e le ninfe.
Tra gli allievi di Thorvaldsen vanno ricordati Hermann Vilhelm Bissen, Hermann Ernst Freund, Emil Wolff, Ludwig Schwanthaler, Eduard Schmidt von der Launitz, Pietro Tenerani e Luigi Bienaimé. Anche se al di fuori dell'Europa la fama di Thorvaldsen non è paragonabile a quella di cui gode nel vecchio continente, alcune sue opere sono state riprodotte oltreoceano: ad esempio, la statua del Cristo risorto nel centro visitatori nord della piazza del Tempio di Salt Lake City (Stati Uniti), e l'autoritratto dello scultore a Central Park (New York), nei pressi della East 97 Street.

## Opere scelte
- 1789 - Amore che riposa (bassorilievo)
- 1791 - La cacciata di Eliodoro dal tempio (bassorilievo)
- 1792 - Numa ed Egeria (bassorilievo)
- 1793 - Gli apostoli Pietro e Giovanni guariscono uno storpio
- 1798 - Bacco e Arianna (gruppo di statue)
- 1800 - Raffaello, Cicerone, Agrippa (busti)
- 1801 - Achille e Pentesilea (statuetta)
- 1803 - Giasone
- 1804 - Bacco, Ganimede, Barone Schubart (busti)
- 1805 - Venere con mela (Parigi, Louvre)
- 1815 - Contessa Elizabeth Ostermann-Tolstaja (statuetta)
- 1817 - 1828 - il principe Józef Poniatowski, (monumento equestre, a Varsavia)
- 1818 - Gli Apostoli e Cristo che consegna le chiavi a San Pietro (eseguito per Elisa Baciocchi, alla Villa di Poggio Imperiale)
- 1818 - Cenotafio alla contessa Anna Maria Porro Lambertenghi, (Villa Reale di Milano)
- 1820 - Zar Alessandro (Alessandro I di Russia)
- 1821 - Monumento del Leone (a Lucerna)
- 1825 - Nicolò Copernico (monumento, a Varsavia)
- 1837 - Gutenberg (monumento, a Magonza)
- 1839 - Statua del Cristo per la cattedrale di Copenaghen
- 1841 - Segni zodiacali per la meridiana di Christian Peters e Wolfgang Sartorius von Waltershausen nella Chiesa di San Nicolò l'Arena a Catania
- 1839 - 1848 - I dodici apostoli per la cattedrale di Copenaghen

## Dediche

### Piazza a Roma
La città di Roma intitola all'artista la piazza Thorvaldsen che si trova a ridosso di Villa Borghese, in un luogo simbolo per le arti per questa città, circondato da varie prestigiose accademie e siti, fra cui l'Accademia di Romania, l'Accademia belga, Villa Giulia, l'Accademia britannica, il Caffè delle arti; La piazza è attraversata nel mezzo da viale delle Belle Arti. Il nome Thorvaldsen è molto noto ai romani anche per il fatto che la piazza a lui dedicata ospita il capolinea dell'importante Linea Tramviaria numero 3, che attraversa praticamente tutta la città e importanti quartieri, fino alla Stazione Trastevere: per molti anni infatti tale capolinea è stato indicato proprio come Thorvaldsen, mentre di recente ha ripreso la sua denominazione d'origine Valle Giulia.